# جيغ جيغ
جيغ‌ جيغ هي قرية في مقاطعة كليبر، إيران. عدد سكان هذه القرية هو 79 في سنة 2006.